# Moechotypa alboannulata
Moechotypa alboannulata är en skalbaggsart som beskrevs av Maurice Pic 1934. Moechotypa alboannulata ingår i släktet Moechotypa och familjen långhorningar. Inga underarter finns listade i Catalogue of Life.